# 김수미 (희극인)
김수미(1981년 4월 18일 ~ )은 대한민국의 희극 배우이다.

## 이력
2002년 MBC 13기 공채 개그맨으로 데뷔하였고 지난 1998년 고등학생 시절 기쁜 우리 토요일의 방송코너 중 하나인 영파워! 가슴을 열어라 안양예술고등학교 편에서 방송 출연한 적이 있었다.

## 학력
- 안양예술고등학교 졸업
- 예원예술대학교 코미디학과 학사

## 출연작

### 방송
- 2010년 ~ 2020년 (EBS1) 《모여라 딩동댕》 - 피어나 역
- 2000년 ~ 2005년 (MBC) 《코미디 하우스》
- 1969년 ~ 2005년 (MBC)《웃으면 복이와요》
- 2006년 ~ 2009년 (MBC) 《개그야》
- 2016년 ~ (전주MBC) 《코미디파티 - 꼬부랑 소리부부》

### 뮤지컬
- 2012년 《번개맨의 비밀》 - 깜찍땡이 역
- 2013년 《번개맨의 비밀2 - 우리 영웅 번개맨》 - 땡이 역
- 2014년 《번개맨의 비밀3 - 스페이스 번개맨》 - 땡이 역
- 2015년 《번개맨의 비밀4 - 번개맨과 비밀의 문》 - 땡이 역

### 영화
- 2018년 《번개맨과 신비의 섬》 - 피어나 역
- 2018년 《번개맨의 비밀》 - 피어나 / 소방대원 역